# Русско-Сарсинское сельское поселение
Русско-Сарсинское се́льское поселе́ние — муниципальное образование в Октябрьском районе Пермского края Российской Федерации.
Административный центр — село Русский Сарс.

## История
Статус и границы сельского поселения установлены Законом Пермской области от 9 декабря 2004 года № 1886-411 «Об утверждении границ и о наделении статусом муниципальных образований Октябрьского района Пермского края»

## Население
| 2010 | 2012 | 2013 | 2014 | 2015 | 2016 | 2017 |
| ---- | ---- | ---- | ---- | ---- | ---- | ---- |
| 919  | ↘879 | ↘849 | ↘828 | ↘810 | ↘805 | ↘755 |
| 2018 | 2019 |      |      |      |      |      |
| ↘734 | ↘683 |      |      |      |      |      |

## Состав сельского поселения
| № | Населённый пункт | Тип населённого пункта       | Население |
| - | ---------------- | ---------------------------- | --------- |
| 1 | Емельяновка      | деревня                      | 2         |
| 2 | Ключи            | посёлок                      | 44        |
| 3 | Русский Сарс     | село, административный центр | 460       |
| 4 | Тляково          | деревня                      | 163       |
| 5 | Уваряж           | деревня                      | 5         |
| 6 | Усть-Саварово    | деревня                      | 132       |
| 7 | Шараповка        | деревня                      | 113       |